# Margaret Longespée, 4. Countess of Salisbury
Margaret Longespée, 4. Countess of Salisbury (* um 1254; † 1309) war eine englische Adlige.

## Leben
Margaret Longespée war das einzige Kind von William III Longespée und von Maud de Clifford, damit war sie die Erbin der Besitzungen ihres Vaters sowie des Titels Earl of Salisbury. Ihr Vater wurde 1256 bei einem Turnier schwer verwundet und beauftragte deshalb Margaret de Lacy, Countess of Lincoln, Simon de Montfort, 6. Earl of Leicester, Hugh le Despenser und Walter de Ludham mit Verhandlungen, um sie mit Henry de Lacy, dem jungen Erben von Edmund de Lacy, 2. Earl of Lincoln zu verheiraten. Nach umfangreichen Verhandlungen wurde die Heirat am 23. Dezember 1256 vom König bestätigt. Kurz danach starb Margarets Vater, worauf der König ihren Schwiegervater Edmund de Lacy zu ihrem Vormund ernannte. Als dieser 1258 plötzlich starb, ernannte der König Margaret de Lacy sowie Edmunds Witwe Adelasia zu Verwaltern der Güter der Lacys.
Die Hochzeit der beiden jungen Erben hatte noch 1257 stattgefunden. Aus ihrer Ehe mit Henry de Lacy hatte Margaret mindestens drei Kinder:
- Edmund († 1308)
- John
- Alice (1281–1348)

Ihre beiden Söhne verunglückten beide tödlich und hinterließen keine Erben, womit ihre Tochter Alice, die mit Thomas of Lancaster verheiratet war, ihre Erbin wurde. Wenige Monate nach ihrem Tod heiratete ihr Mann die junge Joan Martin, starb jedoch wenig später, womit Alice auch seine Erbin wurde.